# Auto Motor und Sport
Auto Motor und Sport (Eigenschreibweise AUTO MOTOR UND SPORT oder auto motor und sport, abgekürzt als AMS oder ams) ist eine deutsche Automobil-Zeitschrift mit großer Reichweite, die seit 1946 erscheint und im Verlag Motor Presse Stuttgart in Stuttgart produziert wird. Sie erscheint im 14-täglichen Rhythmus. Der Inhalt besteht hauptsächlich aus Test- und Fahrberichten von Pkw, Neuvorstellungen von Pkw sowie Reportagen aus den Bereichen Freizeit und Motorsport. Weitere Schwerpunkte sind die Themen Technik, Gebrauchtwagen, Verkehr und Umwelt sowie Wirtschaft.
Chefredakteure sind Michael Pfeiffer und Birgit Priemer. Die Digitalredaktion wird von Gerd Stegmaier geleitet. Weitere Chefredakteure waren u. a. Ralph Alex, Jens Katemann, Ferdinand Simoneit und Klaus Westrup, vor allem aber Heinz-Ulrich Wieselmann (1950–1970) und der ehemalige Herausgeber Bernd Ostmann (1993–2012). Bekannte Mitarbeiter waren bzw. sind Alexander Bloch, Fritz B. Busch, Gert Hack, Norbert Haug, Frank Hofmann und Paul Simsa.

## Geschichte
Die Zeitschrift erschien erstmals im Jahr 1945 unter dem Titel Das Auto und trug bis Ende 1950 den Untertitel Lkw – Motorrad – Sport (Eigenschreibweise: das AUTO – LKW * MOTORRAD * SPORT), wobei „Motorrad“ gegenüber „Lkw“ und „Sport“ zeitweilig fett hervorgehoben war. Mit Ausgabe 1/1951 entfiel am 1. Januar 1951 der Untertitel, bis er in Ausgabe 10/1951 am 21. April 1951 durch „Motor und Sport“ ersetzt wurde und den Titel erstmals zu Auto Motor und Sport ergänzte. Im Jahr darauf wurde der Untertitel mit eigener Hintergrundfläche optisch aufgewertet, blieb also als solcher erkennbar.
Die Schreibweise das AUTO – MOTOR UND SPORT auf zwei kleinen, sich überlappenden roten Flächen für Titel und Untertitel fand sich von Ausgabe 1/1952 am Neujahrstag 1952 bis Ausgabe 26/1962 an Weihnachten 1962 auf den Titelseiten. Seit der Ausgabe 1/1963 am 12. Januar 1963 steht der Titel in nahezu unveränderter Schreibweise in Kleinbuchstaben ohne Untertitel auf rotem Hintergrund (siehe oben).
Auch der wöchentliche Erscheinungstag änderte sich in der Geschichte des Magazins mehrmals: Das neue Heft gab es bis Dezember 1974 samstags, von 1/1975 bis 2/1986 mittwochs, von 3/1986 bis 6/1988 samstags, von 7/1988 bis 12/1997 freitags, von 1/1998 bis 12/2007 mittwochs und seit 1/2008 donnerstags.
In Deutschland wird auto motor und sport, die im vierten Quartal 2017 eine verbreitete Auflage von durchschnittlich 356.951 Heften hatte, auf dem freien Markt nur von Auto Bild übertroffen (533.931 Exemplare). Andere verbreitungsstarke Zeitschriften mit Schwerpunkt auf Mobilität existieren in Deutschland für die Mitglieder von Automobilclubs (ADAC Motorwelt: 13.737.445 Exemplare, ACE Lenkrad: 558.965 Exemplare).
Die Zeitschrift vergibt jährlich die Auszeichnung „Best Cars“, bei der unter allen Einsendungen der Leser in der Regel drei aktuelle Autos verlost werden, und führt Imagebefragungen über die Hersteller bei den Lesern durch.
Seit dem Jahr 2018 produziert die auto motor und sport-Redaktion auch eigene Podcasts. Zu den erfolgreichsten zählen das Talk-Format Moove, der Wissenspodcast auto motor und sport erklärt und das Unterhaltungsformat Kiesplatzkönige sowie das Motorsport-Format Formel Schmidt, in dem seit 2022 auch die Vorberichterstattung zu Rennwochenenden unter dem Namen Hauptsache Königsklasse veröffentlicht wird.

## Auflagenstatistik
Die verkaufte Auflage ist seit 1998 um 39,8 Prozent gesunken. Sie beträgt gegenwärtig 305.883 Exemplare. Das entspricht einem Rückgang von 202.261 Stück. Der Anteil der Abonnements an der verkauften Auflage liegt bei 45,3 Prozent.
| 1998   | 1999   | 2000   | 2001 | 2002   | 2003   | 2004   | 2005   | 2006   | 2007   | 2008   | 2009   | 2010   | 2011   | 2012   | 2013   | 2014   | 2015   | 2016   | 2017   | 2018   | 2019   | 2020   | 2021   | 2022   | 2023   | 2024   |
| ------ | ------ | ------ | ---- | ------ | ------ | ------ | ------ | ------ | ------ | ------ | ------ | ------ | ------ | ------ | ------ | ------ | ------ | ------ | ------ | ------ | ------ | ------ | ------ | ------ | ------ | ------ |
| 508144 | 509558 | 449251 |      | 477728 | 463024 | 473058 | 454381 | 488866 | 478014 | 445570 | 406474 | 391501 | 373137 | 362629 | 354601 | 352622 | 349725 | 345540 | 353123 | 345217 | 336893 | 348351 | 331361 | 325841 | 304709 | 316078 |

| 1998   | 1999   | 2000   | 2001 | 2002   | 2003   | 2004   | 2005   | 2006   | 2007   | 2008   | 2009   | 2010   | 2011   | 2012   | 2013   | 2014   | 2015   | 2016   | 2017   | 2018   | 2019   | 2020   | 2021   | 2022   | 2023   | 2024   |
| ------ | ------ | ------ | ---- | ------ | ------ | ------ | ------ | ------ | ------ | ------ | ------ | ------ | ------ | ------ | ------ | ------ | ------ | ------ | ------ | ------ | ------ | ------ | ------ | ------ | ------ | ------ |
| 195340 | 196831 | 196311 |      | 196567 | 204906 | 209185 | 237119 | 233368 | 236073 | 223751 | 210646 | 196377 | 183361 | 168603 | 162047 | 161062 | 160609 | 160919 | 158849 | 154247 | 151537 | 145718 | 142880 | 144705 | 134396 | 134165 |

## Website auto-motor-und-sport.de
auto motor und sport ist seit 1997 mit einem großen Online-Auftritt vertreten. Neben sämtlichen Artikeln aus der Printausgabe und den Schwesterblättern gibt es zahlreiche eigenständig recherchierte Artikel, einen Gebrauchtwagenmarkt und eine umfangreiche Automarken-Übersicht mit Bildern, Tests und technischen Daten vieler in Deutschland erhältlichen Fahrzeuge seit 1985. Im März 2011 verzeichnete das Portal 53,6 Mio. Seitenabrufe, im März 2015 erreichte auto motor und sport über 159 Mio. Seitenabrufe. Im Februar 2018 wurde die Webseite 94,6 Mio. mal aufgerufen.

## Fernsehsendung/Fernsehsender

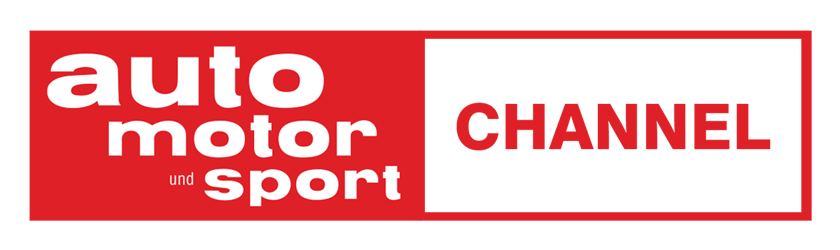
auto motor sport Channel

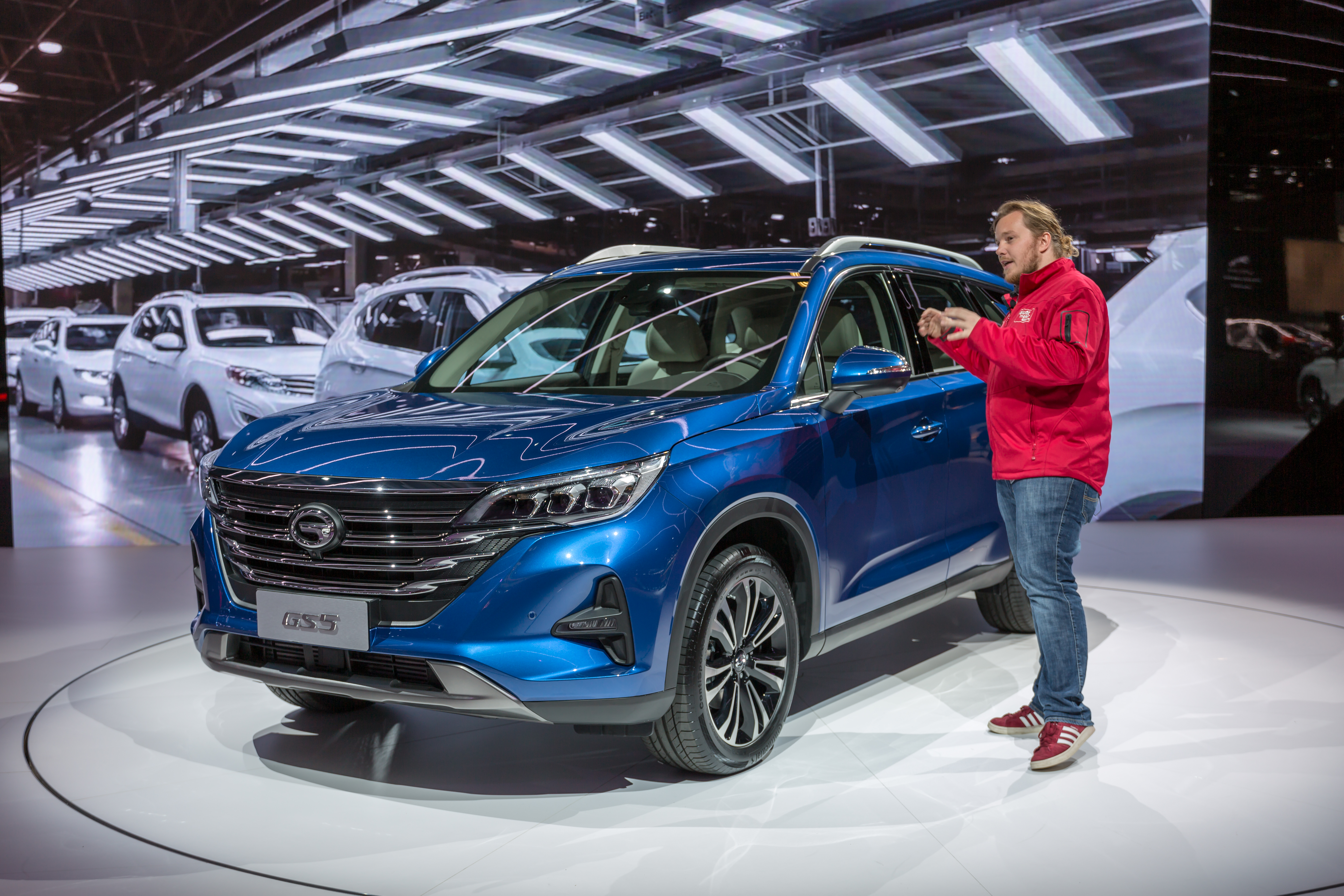
AMS-Moderator Luca Leicht auf dem Pariser Autosalon 2018 bei der Vorstellung des GAC Trumpchi GS 5

Bis 15. Juni 2009 lief die Sendung auto motor und sport tv im öffentlichen TV, zunächst bei VOX und später auf DMAX. Seit dem 1. Juli 2009 betreibt ein Gemeinschaftsunternehmen der Motor Presse Stuttgart und des Medienunternehmers Jörg Schütte den Pay-TV-Sender auto motor und sport channel.
Programmformate u. a.:
- Cars’n’Stripes: Autoimporteur und Tuner Karl Geiger wird bei seiner täglichen Arbeit in seiner Firma GeigerCars begleitet
- Drift: Rallye in Deutschland
- Garagengold: Autosammler zeigen ihre Garageninhalte
- Die Tester: Tests aktueller Auto-Modelle.

## Technik-Profi
Für die Ausbildung von Kfz-Mechatronikern erscheint in allen Ausgaben für Auszubildende und deren Lehrkräfte die Beilage Technik-Profi, in der Arbeitsschritte und neueste technische Entwicklungen erläutert und beschrieben werden. Außerdem werden Fachbegriffe erklärt und für die Abschlussprüfung relevante Inhalte in Form von Prüfungsfragen wiederholt. Die Texte sind von Fachleuten und Berufsschulpädagogen geschrieben und werden in vielen beruflichen Schulen zur Ergänzung des Unterrichts verwendet.